# Левин, Александр Шлёмович
Алекса́ндр Шлёмович Ле́вин (род. 14 марта 1957, Москва) — русский писатель, инженер и поэт, автор песен, в основном на свои стихи, автор музыки к песням на стихи других русских поэтов, а также популярной книги о компьютерах «Самоучитель работы на компьютере».

## Биография
В 1979 году окончил Московский институт инженеров железнодорожного транспорта (МИИТ) по специальности «Автоматика и вычислительная техника». Десять лет проработал инженером на вычислительном центре системы «Экспресс» Московской железной дороги, с 1990 по 1993 годы — редактор отдела в издательстве «Исида», с 1993 по 1999 года — редактор отдела культуры в независимом пресс-агентстве «Консорциум прессы» (позднее переименовано в «Глобус»), с 2000 года занимается только литературным трудом.
Стихи начал писать в 1977 году. Выпустил три самиздатовских сборника: «Стихотворения» (1985), «Лингвопластика» (1987), «Биомеханика» (1990). Официальные публикации стихов начались в 1989 году со сборника «Молодая поэзия 89» (М., «Советский писатель», 1989, с. 74—84), позднее стихи публиковались в журналах «Даугава», «Дружба народов», «Знамя», «Октябрь» и др., а также в газетах и антологиях. Вышли две книги стихов: «Биомеханика» (1995) и «Орфей необязательный» (2001), а также книга избранных стихотворений «Песни неба и земли» (2007).
В начале 80-х годов XX века познакомился с Владимиром Строчковым, вместе с которым к середине 1980-х годов создал своего рода творческую группу. Официального названия группа не имела; иногда фигурировала под названием «Лингвосемантика». Манифестом этой мини-группы стала написанная в соавторстве со Строчковым полунаучная-полуигровая работа «Лингвопластика. Полисемантика. Попытка анализа и систематизации» (1988). В 2003 году вышла их совместная книга «Перекличка. Стихи и тексты».
В конце 1980-х — начале 1990-х годов был членом московского клуба «Поэзия», вплоть до прекращения деятельности этого клуба принимал участие в его поэтических акциях.
Женат, имеет двух детей и семерых внуков.
Автор более двухсот песен.

## Творчество

#### CD
- Французский кролик (1997)
- Заводной зверинец (1999)
- Untergrund (2004)
- О птицах и рыбах (2006)
- Лёгок, но не легковесен (2010)
- Мы живём у ржавой речки (2015)
- Одинокий пловец (Песни на стихи Владимира Строчкова) (2016)
- Песни неба и земли (2007) (MP3)

### Книги
В 1995 году написал книгу «Самоучитель работы на компьютере», которая вскоре приобрела широкую известность в России и странах бывшего СССР, многократно переиздавалась. Выходили и другие книги по компьютерам и программам («Самоучитель полезных программ», «Самоучитель компьютерной графики и звука», «Самоучитель компьютерной музыки», «Самоучитель работы на ноутбуке» и др.). В 1997 году под псевдонимом «В. А. Александр» писал статьи для журнала «Столица». В 1995—1998 годах опубликовал в журнале «Знамя» несколько рецензий на поэтические сборники.

#### Книги стихов
- Левин А. Ш. Биомеханика: Стихотворения 1983—1995 годов. — М., 1995. — 224 с.
- Левин А. Ш. Орфей необязательный: Вторая книга стихов. — М.: Арго-риск; Тверь: Колонна, 2001. — 192 с.
- Левин А. Ш., Строчков В. Я. Перекличка: Стихи и тексты. — М.: Арго-риск; Тверь: Колонна, 2004. — 124 с.
- Левин А. Ш. Песни неба и земли: избранные стихотворения 1983—2006 годов. — М.: Новое литературное обозрение, 2007. — 275 с.

#### Учебная литература
- Самоучитель работы на компьютере (выходит с 1995 года)
- Самоучитель полезных программ (с 1999 года)
- Краткий самоучитель работы на компьютере (с 2001 года)
- Самоучитель работы на ноутбуке (с 2007 года)
- Самоучитель Adobe Photoshop (с 2005 года)
- Энциклопедия пользователя персонального компьютера (с 2009 года)
- Самоучитель работы на компьютере. Начинаем с Windows (выходил с 2000 по 2007 годы)
- Самоучитель компьютерной графики и звука (выходил с 2003 по 2006 годы)
- Самоучитель компьютерной музыки (2005 год)
- Самоучитель CorelDRAW (2005 год)

### Сайт
С 1997 года Александр Левин ведёт в Интернете персональный сайт, включающий электронную библиотеку «Друзья и Знакомые Кролика», где опубликованы произведения Владимира Строчкова, Всеволода Некрасова, Асара Эппеля, Николая Байтова, Владимира Тучкова, Андрея Сергеева, Михаила Сухотина, Георгия Балла, Ивана Ахметьева и других авторов. Критика неоднократно отмечала значение этого проекта для русского литературного Интернета: так, Владимир Губайловский в журнале «Новый мир» подчёркивал, что

… на всём этом сайте лежит отпечаток живой человеческой личности, обаятельной и крайне симпатичной. Здесь интересно всё. <…> При всём многообразии материалов, составивших сайт, в нём нет ничего лишнего, ничего, что не прошло бы придирчивый авторский контроль.

«Одним из основателей русского литературного Интернета» называет Левина Сергей Костырко.